# Wilfried Steuer

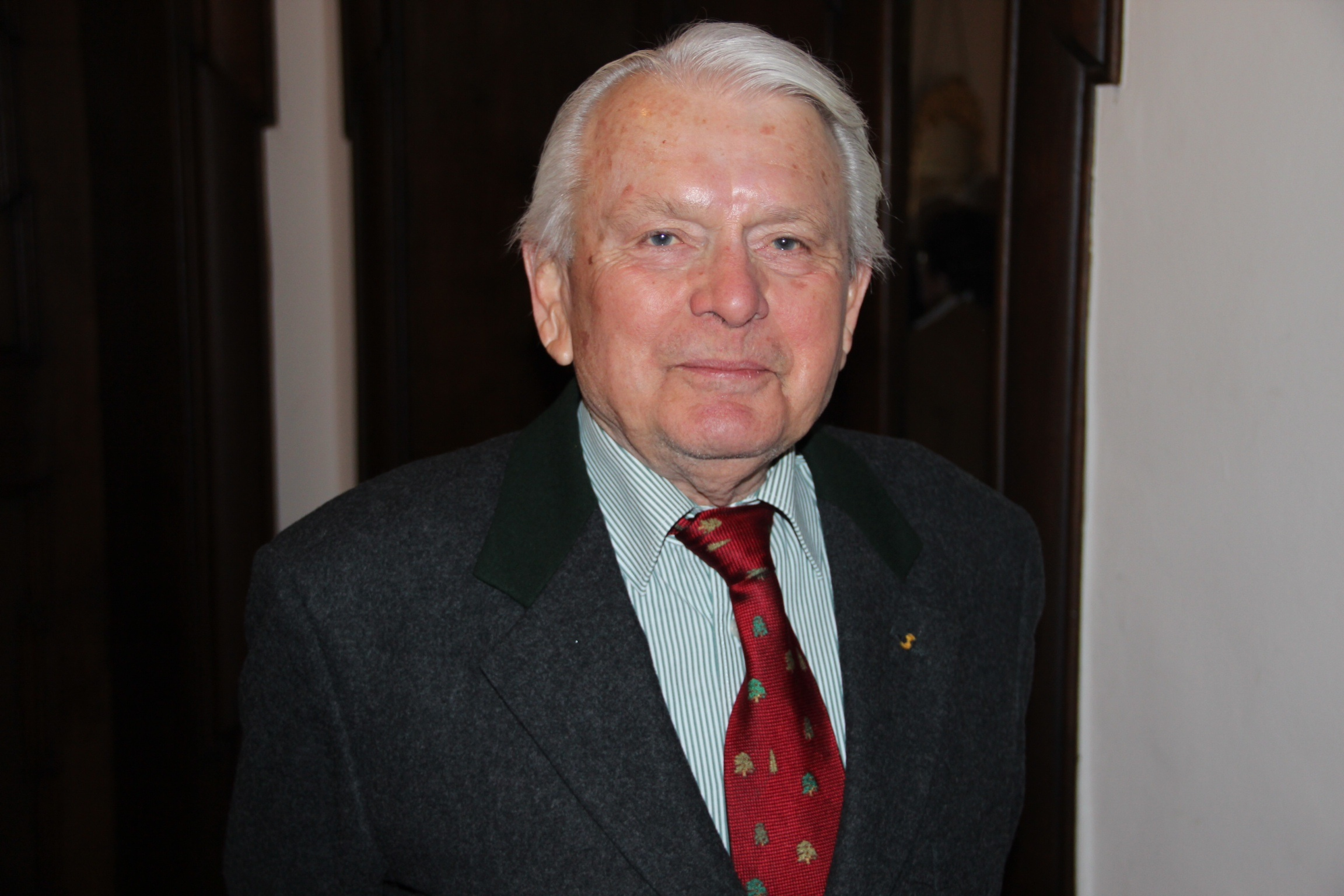
Wilfried Steuer 2013

Wilfried Steuer (* 20. Juni 1933 in Stuttgart) ist ein deutscher Politiker der CDU und ehemaliger Manager in der Energiewirtschaft.

## Ausbildung und Beruf
Steuer studierte ab 1952 Agrarwissenschaften und Rechtswissenschaften in Hohenheim, Bonn und Tübingen. Das agrarwissenschaftliche Studium schloss er 1957 ab, die erste juristische Staatsprüfung folgte 1960. Nach der Promotion in Agrarwissenschaften 1962 und der zweiten juristischen Staatsprüfung 1965 war Steuer von 1965 bis 1968 als persönlicher Referent des baden-württembergischen Landwirtschaftsministers Eugen Leibfried tätig.

## Politische Tätigkeit
Wilfried Steuer war von 1965 bis 1968 Landesvorsitzender der Jungen Union Nordwürttemberg. Innerhalb der CDU Baden-Württemberg wurde er zu einer Gruppe jüngerer Modernisierer gezählt, zu denen auch der spätere Staatsminister Anton Pfeifer und der spätere Landesminister und Sportfunktionär Gerhard Mayer-Vorfelder gehörten. Im Februar 1968 wurde Steuer zum Landrat des damaligen Landkreises Saulgau gewählt, einer ländlich geprägten Hochburg der CDU, wo ihm vor allem seine agrarwissenschaftliche Qualifikation angerechnet wurde. In seinem Wohnort Langenenslingen, Teilort Emerfeld, ist Steuer seitdem auch als Hobbyschäfer tätig.
Nach der von Steuer abgelehnten Auflösung des Landkreises Saulgau im Zuge der Kreisgebietsreform, die im Wesentlichen eine Aufteilung auf die vergrößerten Landkreise Sigmaringen und Biberach vorsah, war er von 1973 bis 1991 Landrat des Landkreises Biberach. Zwischen 1982 und 1985 war er außerdem auch Verbandsvorsitzender des Regionalverbands Donau-Iller.
Zur Landtagswahl 1972 wurde Steuer erstmals in den Landtag von Baden-Württemberg gewählt, dem er über fünf Legislaturperioden bis 1992 angehörte. Er vertrat über das Direktmandat zunächst den Wahlkreis Saulgau, von 1976 an den Wahlkreis Biberach.

## Tätigkeit in der Energiewirtschaft
Von 1992 bis 1997 war Steuer Vorstandsvorsitzender der Energie-Versorgung Schwaben (EVS), in der die oberschwäbischen Landkreise durch ihre Beteiligung am Mehrheitsaktionär OEW starkes Gewicht hatten, sowie nach der Fusion der EVS mit dem Badenwerk von 1997 bis 1998 Vorstandsvorsitzender der EnBW.
Zwischen 1995 und 1999 war Wilfried Steuer Präsident des Interessenverbandes Deutsches Atomforum und galt in dieser Zeit als einer der entschiedensten Gegner des Atomausstiegs. Die gleichzeitige Ablehnung der Ökosteuer brachte ihm dabei den Spottnamen Atomsteuer ein.

## Ehrungen
- 1983: Verdienstkreuz 1. Klasse der Bundesrepublik Deutschland
- 1990: Großes Verdienstkreuz der Bundesrepublik Deutschland
- Ehrenbürger von Riedlingen
- Ehrenbürger von Langenenslingen
- Ehrensenator der Hochschule Biberach[6]

## Familie und Privates
Wilfried Steuer ist verheiratet und hat zwei Söhne. Er ist römisch-katholisch und seit 1954 Mitglied der katholischen Studentenverbindung K.D.St.V. Carolingia Hohenheim. Im Jahre 2003 rief er die Dr. Wilfried Steuer Stiftung ins Leben, die es sich zur Aufgabe gemacht hat, Kunst und Musik in Vereinen und Organisationen in Riedlingen und Langenenslingen zu fördern, deren Ehrenbürger er ist. Zusätzlich ist er im Stiftungsrat der Vetus Latina des Klosters Beuron, die es sich zur Aufgabe gemacht hat, die altlateinische Bibel zu erhalten.